# Rhagodes furiosus
Rhagodes furiosus är en spindeldjursart som först beskrevs av Carl Ludwig Koch 1842.  Rhagodes furiosus ingår i släktet Rhagodes och familjen Rhagodidae. Inga underarter finns listade i Catalogue of Life.